# Luis de Urquijo
Luis de Urquijo y Landecho (geboren 28. Januar 1899 in Madrid; gestorben 7. Juli 1975 in Madrid) war ein spanischer Bankier und Diplomat. Er trug den Adelstitel Marqués von Bolarque.

## Leben
Luis de Urquijo wurde am 28. Januar 1899 in Madrid geboren, als Sohn von Estanislao de Urquijo y Ussía, dem iii Marqués von Urquijo, und seiner Frau María del Pilar de Landecho y Allendesalazar, die viii Marquesa von Cábrega.

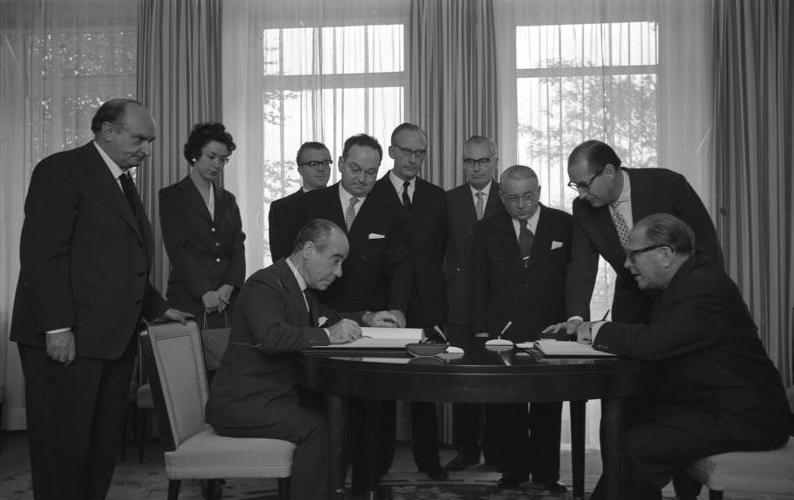
Bei der Unterzeichnung eines Abkommens mit der Bundesrepublik Deutschland im Jahr 1960 als Botschafter Spaniens.

Von 1926 bis 1930 war er Präsident des Fußballvereins Real Madrid. Er diente als spanischer Botschafter der Bundesrepublik Deutschland in Bonn. Am 3. März 1968 wurde er mit der Lektüre Destino e ilusión para la obra artística Mitglied der Königlichen Akademie der Schönen Künste von San Fernando. Er wurde Vorsitzender des Verwaltungsrats der Banco Urquijo.
Er starb am 7. Juli 1975 in Madrid.

## Familie und Nachkommen
Er heiratete María de la Asunción de Eulate y de la Mata, fünfte Enkelin des II. Marqués von Castillo del Valle, Großnichte eines Marqués von Fuerte Gollano, fünfte Enkelin des I. Grafen von Vado, Urenkelin des I. Grafen von Valle und I. Vicomte von La Colina, Enkelin mütterlicherseits der V. Gräfin von San Cristóbal, und hatte fünf Töchter und einen Sohn:
- María Paloma de Urquijo y Eulate, verheiratet mit Pedro Domecq de la Riva, Enkel väterlicherseits der ersten Marquesa von Domecq d'Usquain, mit Nachkommen
- María Blanca de Urquijo y Eulate, Bilbao, mit Nachkommen
- María de la Luz de Urquijo y Eulate, verheiratet mit Jose Luis de Aguilar Otermin, mit Nachkommen
- María del Pilar de Urquijo y Eulate (1927), ledig, ohne Nachkommen
- María de la Asunción de Urquijo y Eulate, ledig und ohne Abstammung
- Juan Ignacio de Urquijo y Eulate (27. Januar 1934 – Madrid, 27. Oktober 2010), III. Marqués von Bolarque, heiratete am 28. Juni 1961 in Madrid María del Pilar Rubio y Morenés, Enkelin mütterlicherseits des VII. Grafen von Asalto, mit Nachkommen

Er war der Onkel von Begoña Urquijo.

## Auszeichnungen
- Großkreuz des Ordens für zivile Verdienste (1958)[9]
- Großkreuz des Ordens Isabellas der Katholischen (1960)[10]
- Großkreuz des Ordens Karls III. (1964)[11]